# Smenospongia conulosa
Smenospongia conulosa är en svampdjursart som beskrevs av Gustavo Pulitzer-Finali 1986. Smenospongia conulosa ingår i släktet Smenospongia och familjen Thorectidae. Inga underarter finns listade i Catalogue of Life.